# 팔룰라
팔룰라(Fallulah, 1985년 2월 6일 ~ )는 덴마크의 가수이다. 루마니아인 아버지와 덴마크인 어머니 사이에서 태어났다.